# 顓頊

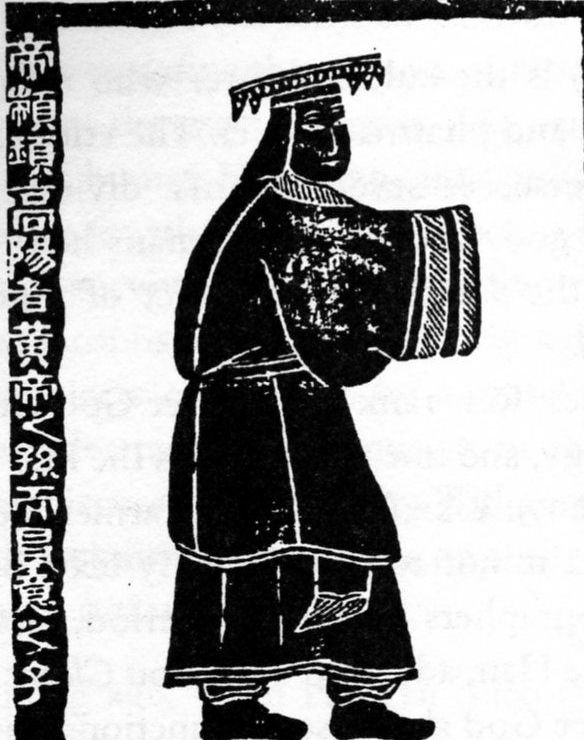
顓頊。

顓頊（せんぎょく）は、『史記』に記される帝王。高陽に都して高陽氏と称したと言われている。五帝の一人で、黄帝の後を継いで帝位に就いた。在位78年と言われている。

## 概要
父は昌意、母は蜀山氏の女の昌僕である。昌意は黄帝の子なので顓頊は黄帝の孫となる。子に窮蟬（舜の六世の祖）、五世の孫（『漢書』律暦志による。『史記』夏本紀では子）に鯀（禹の父）がいる。帝位を嚳に譲る。末裔に女脩、その孫に大費がおり、中国を統一した秦、戦国時代の趙はこの子孫と伝えられる。また『史記』楚世家では、春秋戦国時代の楚の祖先は顓頊であるとする。安徽大学蔵戦国竹簡によると老童も顓頊の子とする。
『史記』　五帝本紀
帝顓頊高陽者、黄帝之孫而昌意之子也。靜淵以有謀、疏通而知事；養材以任地、載時以象天、依鬼神以制義、治氣以教化、絜誠以祭祀。北至於幽陵、南至於交阯、西至於流沙、東至於蟠木。動靜之物、大小之神、日月所照、莫不砥屬。
『史記』五帝本紀には、「依鬼神以制義、治氣以教化、絜誠以祭祀」とあり、鬼神を信奉しており、物忌みして祭祀を執り行った帝として記される。また、「靜淵以有謀、疏通而知事」とあり、物事に通じ、物静かで奥ゆかしい人柄であるとされている。
顓頊の治世において、「絶地天通（ぜつちてんつう）」と呼ばれる天地の通路断絶事件が発生しました。顓頊は、人々が神と関わる事を厭い、孫の重と黎に命じて天へ通ずる道を閉ざさせ、神と人との別を設けさせたという。

## 顓頊と高句麗の関係
『三国史記』高句麗本紀第六や『三国史記』百済本紀第六によると、高句麗王は、中国黄帝の孫である高陽氏、中国黄帝の曾孫である高辛氏の子孫を称していた。
『逸周書』「王会解」は、古代中国の少数民族とその分布について述べたものであり、晋の孔晁による注がつけられているが、「高夷」について「高夷東北夷高句麗」と注しており、高句麗を高夷族の子孫としている。このことから中国学界は、高句麗の先祖である高夷族と高陽氏を接続させ、高夷族の起源を高陽氏に確定、「卵生神話、鳥羽冠（鳥の羽で飾られた帽子 ）の風習、鬼神思想などが共通している」として、高句麗を高陽氏の子孫と主張する。中国学界はもう一つの証拠として『晋書』「慕容雲載記」を挙げており、慕容雲の祖父である高和は高句麗族であるが、高陽氏の末裔であるため高姓を名乗り、慕容雲の本来の名前は「高雲」という記事である。中国学界は、「高陽氏→高夷族→高句麗族」と連結させ、高句麗の祖先は高夷族であり、さらに遡ると高陽氏とみている。